# Skrzydła mewy (drzwi)

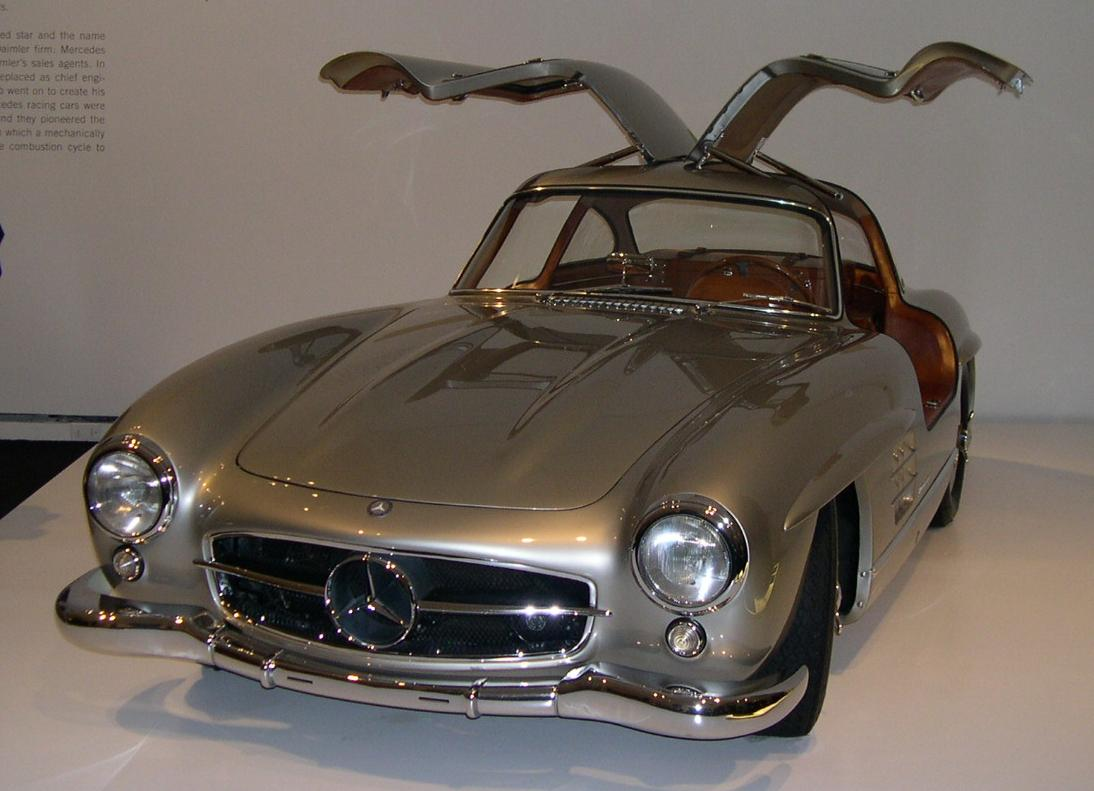
Mercedes-Benz 300SL z otwartymi drzwiami

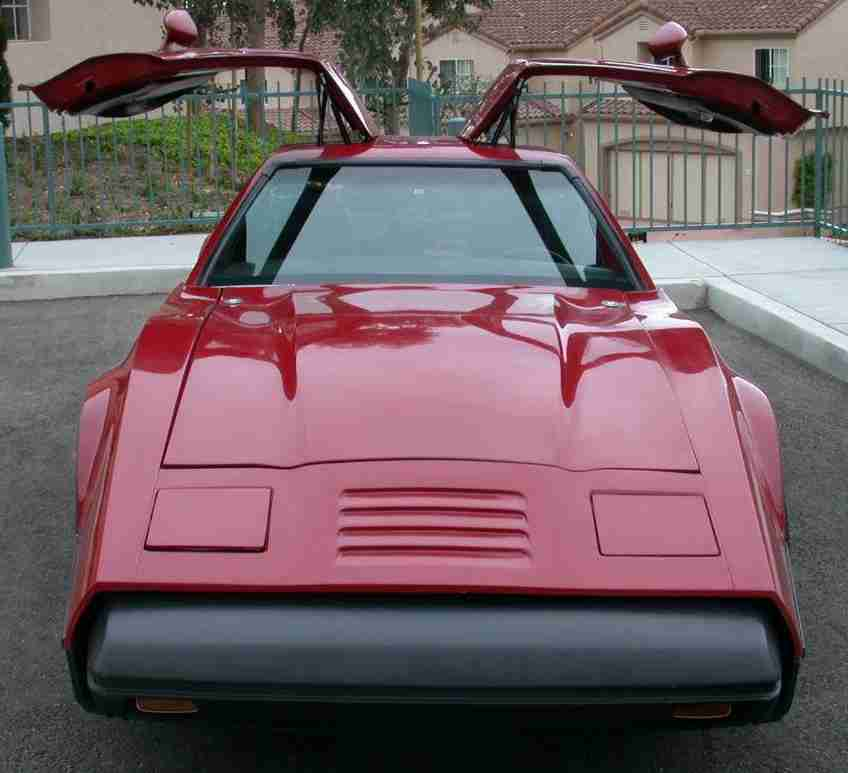
Bricklin SV-1

Skrzydła mewy, znane również jako drzwi ze skrzydłem sokoła lub drzwi górne – termin opisujący drzwi samochodowe, które są zawieszone na dachu, a nie z boku, ich pionierem był samochód wyścigowy Mercedes-Benz 300SL z 1952 roku. (W194) i jego wersja drogowa (W198) wprowadzona w 1954 roku.

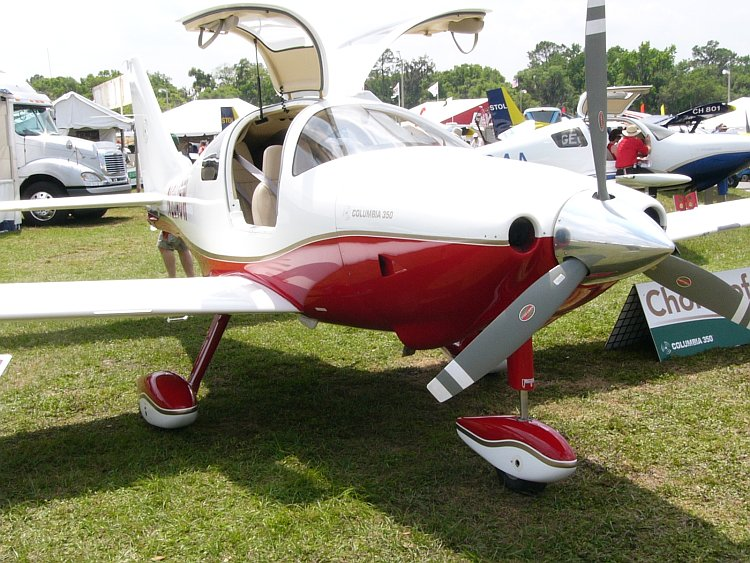
samolot Cessna350

Otwierane do góry drzwi podobne są skrzydeł mewy. W języku francuskim są to portes papillon (drzwi motylkowe). Drzwi papillonowe zostały zaprojektowane przez Jeana Bugattiego dla Bugatti Typu 64 z 1939 roku 14 lat przed tym, jak Mercedes-Benz wyprodukował podobne drzwi, do modelu 300SL. Drzwi papillonowe są prekursorem drzwi skrzydłowych mewy jednak mają nieco inną architekturę. 

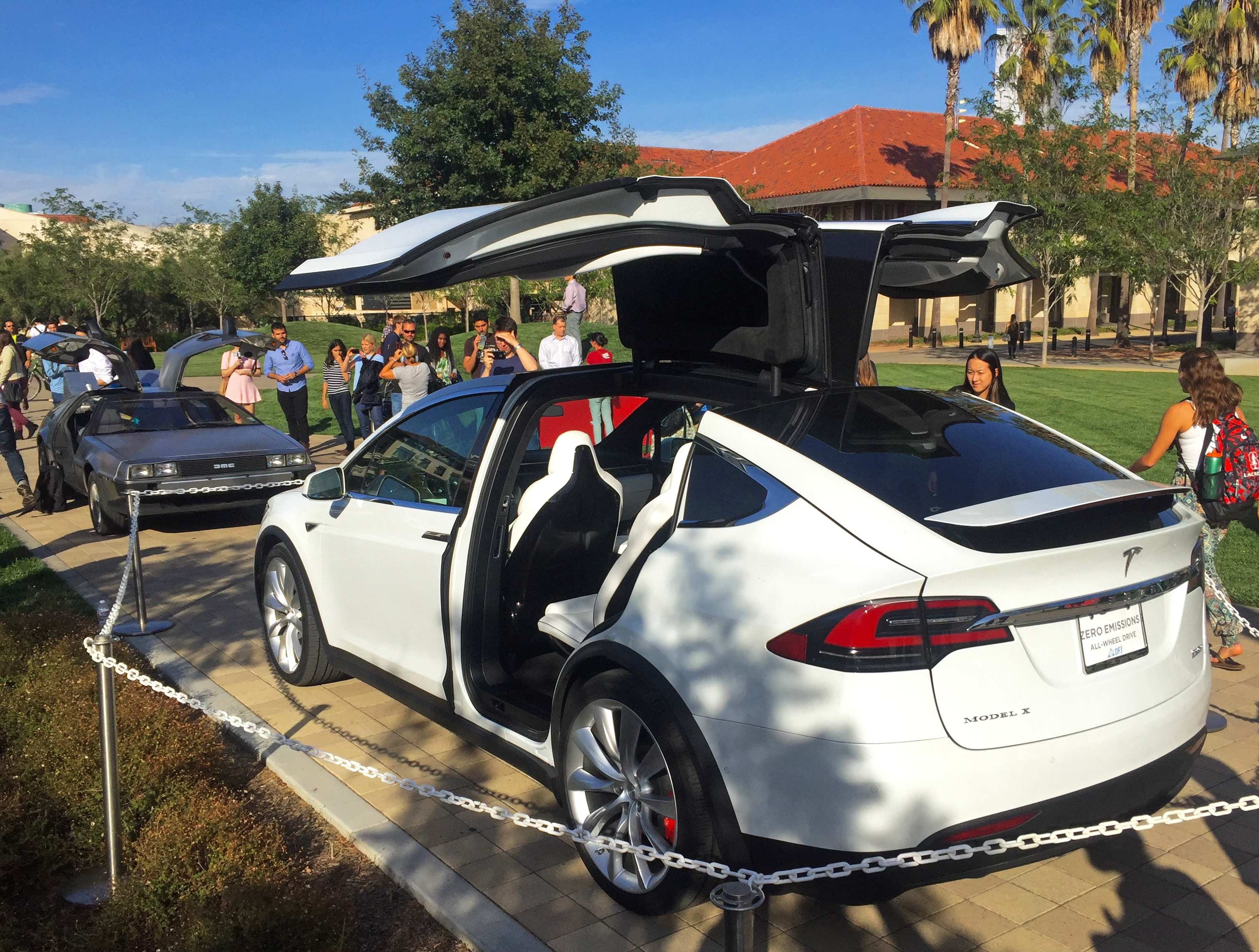
Tesla Model X

Oprócz Mercedesa 300SL z połowy lat pięćdziesiątych XX wieku i eksperymentalnego Mercedesa C111 z początku lat siedemdziesiątych najbardziej znanymi przykładami samochodów drogowych z drzwiami typu skrzydła mewy są: Bricklin SV-1 z lat 70. DeLorean z lat 80. i Tesla Model X z 2010 roku. Drzwi skrzydłowe mewy były również używane w konstrukcjach samolotów, takich jak Socata TB.